# Berlin Jannowitzbrücke
Berlin Jannowitzbrücke – przystanek kolejowy na liniach S-Bahn S3, S5, S7 i S75 oraz stacja metra w Berlinie na linii U8, w dzielnicy Mitte, w okręgu administracyjnym Mitte. Przystanek został otwarty w 1928.
W pobliżu przystanku znajduje się most Jannowitzbrücke.